# Dodecafonisme
El dodecafonisme, del grec dodeka ('dotze') i fonos ('so'), també anomenat atonalisme organitzat, és una tècnica de composició en la qual es dona la mateixa importància a les dotze notes de l'escala cromàtica, a diferència d'altres sistemes en els quals hi ha una nota central i les altres compleixen relacions harmòniques o modals. Utilitza plenament els dotze sons de l'escala cromàtica, rebutja el sistema tonal i estableix unes bases pròpies de composició.
Aquest mètode compositiu va ser ideat per Arnold Schönberg (1923). Com hem dit, consisteix a estructurar cada obra musical sobre una sèrie de dotze sons (les notes de l'escala cromàtica), presentats un sol cop i en un ordre determinat pel compositor. La sèrie pot oferir quatre modalitats: original, retrogradació (interpretació de l'original en sentit contrari), inversió de l'original (en la qual els intervals originals són interpretats en mode contrari) i retrogradació de la inversió. Pot ser emprada en totes les seves transposicions i aparèixer en posició horitzontal, vertical -formant acords o diferents línies melòdiques- o bé en una combinació d'ambdues.
El mètode dodecafònic, també anomenat dodecatònic, va ser considerat la màxima creació musical de l'avantguardisme, i els principals compositors, a més de Schönberg, van ser els seus deixebles Alban Berg i Anton Webern. Una de les compositores més destacades del dodecafonisme del segle xx va ser Elisabeth Lutyens. Posteriorment, aquesta tècnica va donar origen al serialisme.
La introducció del mètode dodecafònic a Catalunya va ser obra de Robert Gerhard, deixeble de Schönberg, amb el Quintet per a instruments de vent (1933).
Dins l'àmbit català, també destaca la compositora Maria Teresa Pelegrí i Marimon, per utilitzar normalment el dodecafonisme, tot i que, la seva música estigués molt arrelada en la tradició del darrer romanticisme.

## Regles per a compondre una peça dodecafònica
- A partir de l'escala cromàtica:

- Es construeix una sèrie, la sèrie dodecafònica, ordenant lliurement cada una de les notes de la sèrie cromàtica:

- Es construeix la sèrie retrògada o retrogradada, és a dir, la retrogradació de la sèrie original:

- De manera semblant es construeix la sèrie invertida o la inversió de la sèrie inicial:

- I, finalment, la retrogradació de la inversió o, cosa que és el mateix, la inversió de la retrogradació:

- A continuació, ja es poden utilitzar aquestes sèries com a material inicial per a la composició, tenint en compte que cal començar amb la sèrie original utilitzant totes les seves notes i seguint el mateix ordre, amb les figures que vulguem, les tècniques (melòdiques, acordals, contrapuntístiques, etc.) que es vulgui i aplicant lliurement tant les inversions i retrogradacions com el transport, tantes vegades com hom vulgui; sempre es pot continuar amb la mateixa sèrie o continuar un procés semblant amb una nova sèrie fins a concloure la composició.